# 8432 Tamakasuga
8432 Tamakasuga è un asteroide della fascia principale. Scoperto nel 1997, presenta un'orbita caratterizzata da un semiasse maggiore pari a 3,1702200 UA e da un'eccentricità di 0,1657936, inclinata di 2,35068° rispetto all'eclittica.